# Овидиопольский район
Овидио́польский райо́н (укр. Овідіопольський район) — ликвидированная административная единица на юго-востоке Одесской области Украины. Административный центр — посёлок городского типа Овидиополь. Основан в 1923 году. Расположен в центре Одесской области между левым берегом Днестровского лимана и Чёрным морем.
Район ликвидирован 17 июля 2020 года в рамках административно-территориальной реформы на Украине. Территория района вошла в состав вновь созданного Одесского района.

## География
Район граничит с Чёрным морем и Днестровским лиманом, по территории района протекает река Скуртянка. На территории Овидиопольского района расположен государственный ботанический заказник «Дальницкий лес». Часть территории района входит в заповедное урочище «Днестровские плавни».
По территории Овидиопольского района протекают реки Аккаржанка и Барабой.

## История
Район упразднён 30 декабря 1962 года, восстановлен 8 декабря 1966 года.

## Административное устройство
Количество советов:
- поселковых — 4
- сельских — 16

Количество населённых пунктов:
- посёлков городского типа — 4
- сёл — 21
- посёлков — 1

## Экономика

### Транспорт
Через район проходит выходящая из Одессы овидиопольская автодорога, которая является частью международной автомагистрали, проходящей через Молдавию, Румынию, Болгарию, Турцию.
На территории района находится часть электрифицированной железнодорожной линии Одесса — Белгород-Днестровский Одесской железной дороги.

## Археология
В окрестностях теперешнего села находился античный город Никоний, раскопки которого начались в середине 50-х годов XX века. Первая греческая апойкия появилась в Поднестровье в V веке до нашей эры.